# كواليس (فلم)
كواليس (بالإيطالية: Retroscena) هو فيلم كوميدي إيطالي لعام 1939 من إخراج أليساندرو بلاسيتي وبطولة فليبو روميتو و اليزا سيغاني.